# 中北浩仁
中北 浩仁（なかきた こうじん、1963年9月28日 - ）は、香川県高松市出身のアイスホッケー選手、パラアイスホッケー（アイススレッジホッケー）指導者。元アイススレッジホッケー男子日本代表監督。

## 来歴
高松市立四番丁小学校、高松市立紫雲中学校を経てアソール・マレー・ノートルダム（カナダ・サスカチュワン州・ノートルダム高等学校）へ留学し、アメリカ合衆国のノース・ダコタ大学卒業。
6歳からアイスホッケーを始め、中学校時代は夏休みを利用して、カナダのホッケースクールに通っていた。中学卒業後、本格的にNHLの選手になることを目指してカナダの高校に留学。アメリカ合衆国のノース・ダコタ大学進学後は全米大学体育協会（NCAA)リーグ戦でプレーしていたが、大学4年生の時、右膝の靭帯断裂により現役を引退した。
大学卒業後に日本へ帰国し、1988年10月に日立製作所に入社。日立では完全にアイスホッケーから離れて社業に専心していたが、2002年にアイスホッケーの経験を買われてアイススレッジホッケー日本代表監督に就任。
2006年トリノパラリンピックで5位。2010年のバンクーバーパラリンピックでは準決勝で強豪の地元・カナダを破り決勝に進出。決勝では世界ランク1位のアメリカに敗れたが、チームを銀メダル獲得に導いた。
ビジネスマンとしては2017年5月より日立製作所の海外法人である日立アジア社及び日立インド社の両社において取締役会長を務めた。2019年4月より日立製作所執行役常務。